# Michael Jackson: The Ultimate Collection
Michael Jackson: The Ultimate Collection è un cofanetto del cantante statunitense Michael Jackson contenente 4 CD e 1 DVD, pubblicato il 16 novembre 2004 con una tiratura limitata dalla Epic Records/Sony Music con la collaborazione della Motown Records.

## Contenuti
La raccolta consiste in 4 CD, 1 DVD e 1 libro racchiusi in una confezione in finta pelle.
I CD comprendono i successi dei Jackson 5/The Jacksons dal 1969 al 1984, i singoli di Michael Jackson da solista che dal 1971 al 2001 hanno raggiunto la prima posizione nelle classifiche statunitensi pop e R&B e altri successi, oltre che canzoni inedite, rarità e demo. Il DVD contiene la registrazione del concerto svoltosi a Bucarest il 1º ottobre 1992 (una fra le varie tappe del Dangerous World Tour).
Il libro ripercorre la carriera del cantante accompagnato da varie immagini e con l'ausilio di un saggio del critico musicale Nelson George.

### Inediti e demo
- Del periodo Jacksons (1975-1978): Shake a Body (demo inedito del brano originale conosciuto con il titolo di Shake Your Body (Down to the Ground))
- Del periodo Off the Wall (1979-1981): Sunset Driver
- Del periodo Thriller (1982-1986): Someone in the Dark (dall'E.T. Storybook), P.Y.T. (Pretty Young Thing) (versione lenta), Scared of the Moon, We Are the World (demo cantata unicamente da Jackson del brano portato al successo dal gruppo USA for Africa) e l'inedito We Are Here to Change the World (dal cortometraggio Captain EO)
- Del periodo Bad (1987-1990): Cheater
- Del periodo Dangerous (1991-1994): Dangerous (Early Version), Monkey Business e Someone Put Your Hand Out
- Del periodo HIStory e Blood on the Dance Floor (1995-2000): On the Line (dal film Bus in viaggio) e In the Back
- Del periodo Invincible (2001-2002): Fall Again, Beautiful Girl, The Way You Love Me e We've Had Enough

### Canzoni rare e reperibilità
- La versione completa di You Can't Win era precedentemente disponibile soltanto su un singolo 12" del 1979
- Someone in the Dark fu pubblicata inizialmente come canzone in due parti nell'LP E.T. the Extra-Terrestrial (conosciuto anche con il titolo The E.T. Storybook) e poi, solo la parte 1, rimasterizzata e ristampata nell'edizione speciale del 2001 di Thriller
- La prima versione demo di Dangerous e il brano Monkey Business erano precedentemente state pensate per il CD 2 (in seguito cancellato) dell'edizione speciale del 2001 dell'album Dangerous, che alla fine uscì solo con l'album originale rimasterizzato e un nuovo libretto
- Someone Put Your Hand Out venne inizialmente registrata durante le sessioni di registrazione per l'album Dangerous del 1991, ma fu scartata dalla scaletta finale del disco. La versione finale fu commercializzata su musicassetta promozionale nel 1992 in collaborazione con Pepsi per promuovere il Dangerous World Tour
- On the Line era parte del cofanetto a tiratura limitata Michael Jackson's Ghosts, distribuito nel 1997, ma conteneva un finale con un diverso arrangiamento
- You Are Not Alone è in una versione più lunga di 15 secondi rispetto a quella dell'album. Gli ultimi secondi contengono alcune strofe tagliate nell'album HIStory

### Errori
Nel libretto illustrativo del cofanetto sono presenti alcuni errori riguardo ai contenuti:
- Nel DVD, che non contiene il concerto nella versione trasmessa in diretta in tutto il mondo, ma in quella trasmessa dalla HBO in differita negli Stati Uniti con un diverso montaggio, non viene segnalato che alcune riprese del pubblico e del cantante sul palco provengono da altre tappe, principalmente da quelle allo Wembley Stadium di Londra nel 1992
- La traccia You Can't Win viene indicata come l'unione delle due parti del singolo in formato vinile 7", ma in realtà si tratta della versione estesa tratta dal singolo in formato vinile 12" (più lunga di circa 40 secondi)
- Il brano I Just Can't Stop Loving You viene riportato come registrato nel 1982, ma in realtà è stato realizzato durante le sessioni di registrazione per l'album Bad, che invece è del 1987
- La canzone Unbreakable sul libretto risulta come pubblicata nel 2002 mentre proviene dalla lavorazione dell'album Invincible pubblicato nel 2001
- Le tracce The Way You Love Me e We've Had Enough non vengono segnalate come inediti nel foglietto illustrativo aggiunto come retro di copertina

## Promozione, pubblicazione e vendite
Ad anticipare l'uscita del cofanetto, il brano Cheater fu pubblicato come singolo nel 2004 su CD e vinile, solo in alcuni paesi, e stampato anche come CD promo per essere trasmesso dalle radio.
The Ultimate Collection uscì con due copertine diverse a seconda dei paesi: una di colore bianco, con una sagoma di Jackson dorata (tratta da un'immagine del cantante estratta dal videoclip di Smooth Criminal), negli Stati Uniti e una di colore nero, con la stessa sagoma color oro, nel resto del mondo. La copertina bianca venne scelta personalmente da Jackson a rappresentare la sua innocenza, dato che in quel periodo stava subendo un processo giudiziario per presunti abusi sessuali su minori, dal quale venne in seguito assolto. Non potendo promuovere l'album adeguatamente a causa della libertà su cauzione, Jackson e i suoi familiari erano infatti apparsi ad alcune delle udienze preliminari con degli abiti color bianchi e oro, sempre a rappresentare la sua innocenza.
Le vendite si aggirarono intorno alle 400 000 copie di quintupli dischi. Dopo la morte di Michael Jackson, la demo della canzone The Way You Love Me, presente nel cofanetto, fu in seguito completata in occasione della realizzazione dell'album postumo Michael (2014) e fu rinominata (I Like) the Way You Love Me.

## Tracce
1. I Want You Back (The Jackson 5) – 3:00
2. ABC (The Jackson 5) – 2:58
3. I'll Be There (The Jackson 5) – 3:58
4. Got to Be There – 3:23
5. I Wanna Be Where You Are – 2:58
6. Ben – 2:45
7. Dancing Machine (Single Version) (The Jackson 5) – 2:38
8. Enjoy Yourself (The Jacksons) – 3:41
9. Ease on Down the Road (duetto con Diana Ross - dal film The Wiz) – 3:20
10. You Can't Win (Extended Mix) (dal film The Wiz) – 7:18
11. Shake Your Body (Down to the Ground) (Early Demo)* (The Jacksons) – 2:08
12. Shake Your Body (Down to the Ground) (Single Edit) (The Jacksons) – 3:46
13. Don't Stop 'til You Get Enough – 6:04
14. Rock with You – 3:41
15. Off the Wall – 4:06
16. She's out of My Life – 3:38
17. Sunset Driver (Demo)* – 4:04
18. Lovely One (The Jacksons) – 4:50
19. This Place Hotel (a.k.a. Heartbreak Hotel) (The Jacksons) – 5:44
20. Wanna Be Startin' Somethin' – 6:04
21. The Girl Is Mine (duetto con Paul McCartney) – 3:42
22. Thriller – 5:59
23. Beat It – 4:19
24. Billie Jean – 4:54
25. P.Y.T. (Pretty Young Thing) (Demo)* – 3:59
26. Someone in the Dark (dall'E.T. Storybook) – 4:55
27. State of Shock (The Jacksons e Mick Jagger) – 4:31
28. Scared of the Moon (Demo)* – 4:42
29. We Are the World (Demo)* – 5:21
30. We Are Here to Change the World (dal cortometraggio Captain EO*) – 2:53
31. Bad (Single Mix) – 4:08
32. The Way You Make Me Feel – 4:59
33. Man in the Mirror – 5:20
34. I Just Can't Stop Loving You (Single Mix) – 4:14
35. Dirty Diana (Single Mix) – 4:42
36. Smooth Criminal – 4:18
37. Cheater (Demo)* – 5:10
38. Dangerous (Early Version)* – 6:41
39. Monkey Business* – 5:46
40. Jam – 5:40
41. Remember the Time – 4:01
42. Black or White – 4:17
43. Who Is It (IHS Mix) – 7:58
44. Someone Put Your Hand out – 5:26
45. You Are Not Alone – 6:02
46. Stranger in Moscow – 5:46
47. Childhood (Theme from Free Willy 2) – 4:29
48. On the Line (dal film Bus in viaggio) – 4:54
49. Blood on the Dance Floor – 4:13
50. Fall Again (Demo)* – 4:23
51. In the Back* – 4:32
52. Unbreakable – 6:27
53. You Rock My World (senza introduzione) – 5:09
54. Butterflies – 4:40
55. Beautiful Girl (Demo)* – 4:04
56. The Way You Love Me* – 4:31
57. We've Had Enough* – 5:45

DVD - Live in Bucharest: The Dangerous Tour*
1. Jam
2. Wanna Be Startin' Somethin'
3. Human Nature
4. Smooth Criminal
5. I Just Can't Stop Loving You
6. She's out of My Life
7. I Want You Back/The Love You Save/I'll Be There
8. Thriller
9. Billie Jean
10. Workin' Day and Night
11. Beat It
12. Will You Be There
13. Black or White
14. Heal the World
15. Man in the Mirror

(*): Precedentemente mai pubblicato

### Edizione limitata giapponese
L'edizione giapponese del cofanetto contiene 5 bonus track: Blame It on the Boogie (brano dei Jacksons - 3:30 - disco 1, traccia 11), Human Nature (4:05 - disco 2, traccia 6), Another Part of Me (3:55 - disco 3, traccia 3), Heal the World (6:25 - disco 3, traccia 13) e One More Chance (3:49 - disco 4, traccia 12). L'aggiunta di Another Part of Me e Heal the World nel disco 3 comporta lo spostamento del brano Someone Put Your Hand out da ultima traccia del CD 3 a prima traccia del CD 4.

## Classifiche
| Paese                                  | Posizione massima | Settimane in classifica | Certificazione | Anno | Vendite  |
| -------------------------------------- | ----------------- | ----------------------- | -------------- | ---- | -------- |
| Brasile                                |                   |                         |                |      | 2,000+   |
| Canada (Top 50 R & B Alb.)             | numero 36         | 1                       |                |      |          |
| Danimarca (Top 100 Alb.)               | numero 33         | 7                       |                |      |          |
| Francia (Top 40 Comp.)                 | numero 29         | 1                       |                |      |          |
| Giappone (Top 300 Alb.)                | numero 47         | 3                       |                |      | 9,826    |
| Grecia (Top 50 Int. Alb.)              | numero 37         | 1                       |                |      |          |
| Irlanda (Top 75 Alb.)                  | numero 71         | 1                       |                |      |          |
| Italia (Top 75 Alb. - FIMI)            | numero 61         | 1                       |                |      |          |
| Italia (Top 100 Alb. & Comp. - FIMI)   | numero 71         | 1                       |                |      |          |
| Paesi Bassi (Top 100 Alb.)             | numero 46         | 8                       |                |      |          |
| Spagna (Top 100 Alb.)                  | numero 57         | 2                       |                |      |          |
| Regno Unito (Top 200 Alb.)             | numero 75         | 5                       |                |      | 40,000   |
| Stati Uniti (Top Catalog Albums Chart) | numero 12         | 1                       | Platinum       | 2009 | 250,000+ |
| TOTALE                                 |                   |                         |                |      | 301,826  |